# Taphrina polyspora
Taphrina polyspora  (лат.) — вид грибов рода тафрина (Taphrina) отдела аскомицеты (Ascomycota), паразит клёна (Acer). Вызывает пятнистость и некроз листьев и плодов.

## Описание
Некротические пятна бурые или чёрные, с бледно-жёлтой каймой, округлые, диаметром до 1 см, сливающиеся. Отмершие участки листьев часто отпадают.
Мицелий однолетний, развивается под кутикулой.
Сумчатый слой («гимений») имеет вид мучнистого восковидного налёта, обычно на верхней стороне листа.
Аски восьмиспоровые, размерами 27—43×8—13 мкм, короткоцилиндрические с закруглённой верхушкой, в основании часто расширенные. Зрелые аски почти полностью заполнены почкующимися бластоспорами. Базальные клетки (см. в статье Тафрина) отсутствуют.
Аскоспоры 3,5—5 мкм, наблюдаются только в молодых сумках, затем почкуются. Бластоспоры размерами 2—4×2—3 мкм.

## Распространение и хозяева
Типовой хозяин — клён татарский (Acer tataricum); на Дальнем Востоке заражает клён мелколистный (Acer mono).
Taphrina polyspora распространена в Центральной, Северной и Восточной Европе; в Азии известна в Грузии, Казахстане и Приморском крае России.

## Деформация листьев клёна татарского
Грибом Taphrina polyspora могут поражаться деревья, находящиеся в разных типах городских насаждениях. Заболевание проявляется в начале лета в виде появления на листьях оливковых, оливково-фиолетовых вздутий. На их поверхности образуется спороносящий слой гриба. Затем повреждённые участки начинают отмирать, их цвет меняется на коричневый, затем чёрный. Такие листья преждевременно опадают. При сильном поражении к середине лета насаждения клёна татарского теряют декоративность. Тёплая и влажная погода в весенне-летний период создаёт благоприятные условия для развития болезни.
Для предупреждения болезни используют здоровый посадочный материал. При развитии пятнистости собирают опавшие листья, уничтожение возбудителя может осуществляться обработкой железным или медным купоросом. Производится также опрыскивание почвы и деревьев до распускания листьев, такая обработка в очагах заболевания проводится ежегодно. Для опрыскивания применяют хлорокись меди, бордоскую жидкость или органические системные и контактно-системные фунгициды — каптан, триадимефон, арцерид (металаксил + поликарбацин) и др.